# Сафронов, Владимир Алексеевич
Влади́мир Алексе́евич Сафро́нов (1 ноября 1940, Москва — 5 августа 2025, Москва) — советский и российский актёр драматического театра и кино, театральный педагог и режиссёр, телеведущий. Народный артист Российской Федерации (2006). Профессор Высшего театрального училища (института) имени М. С. Щепкина при Государственном академическом Малом театре России в Москве, художественный руководитель двух курсов, основатель и руководитель Реутовского муниципального драматического театра (2001—2009).

## Биография
Владимир Сафронов родился 1 ноября 1940 года в Москве.
В 1962 году окончил Высшее театральное училище (институт) имени М. С. Щепкина при Государственном академическом Малом театре России в Москве (курс Валентины Александровны Сперантовой) и в течение трёх лет работал в Первом московском областном драматическом театре, где, в числе прочего, сыграл Чугунова в «Волках и овцах» А. Н. Островского.
С 1965 по 1972 год служил в труппе Московского драматического театра имени А. С. Пушкина. Среди ролей, сыгранных в тот период, были Михаил Зыков («Зыковы»), Николай Островский («Драматическая песня»), Волков («Обломов») и капитан Блюнчли из «Шоколадного солдатика».
В 1971 году в качестве режиссёра в Московском драматическом театре имени А. С. Пушкина вместе с Борисом Равенских осуществил постановку спектакля «Драматическая песня» по пьесе Б. И. Равенских и М. Л. Анчарова по роману Н. А. Островского «Как закалялась сталь», с учащимися немецкой студии Высшего театрального училища (института) имени М. С. Щепкина выпустил спектакль «Эмилия Галотти».
С 1972 года и вплоть до смерти являлся артистом Государственного академического Малого театра России в Москве, на сцене которого создал более пятидесяти различных по масштабам и жанрам ролей современного и классического репертуара.
Помимо актёрской работы Владимир Сафронов занимался педагогической деятельностью. С 1987 по 2002 годы преподавал дисциплину «Мастерство актёра» в Высшем театральном училище имени М. С. Щепкина, профессор. С 1985 года — художественный руководитель курса, в 1991—1997 годах — заведующий кафедрой пластического воспитания актёра. За годы работы поставил около десяти спектаклей. Кроме того, четырнадцать спектаклей вышли под его руководством. В числе его учеников: народная артистка Российской Федерации Ольга Дроздова, заслуженные артисты Российской Федерации Глеб Подгородинский и Максим Дахненко, актриса Екатерина Вуличенко и другие.
В 1994 году читал лекции по теории мастерства актёра в Университете города Ноксвилл в США и участвовал в двух симпозиумах — «Обучение актёра по системе Станиславского» и «Пластическое воспитание артиста», проводившихся Институтом мирового театра. В качестве театрального художника работал над спектаклем «Вишнёвый сад» по одноимённой пьесе А. П. Чехова в театральной компании «Кларенс Браун» (США).
С 2001 года читал курс лекций по теории и практике мастерства актёра на факультете искусств МГУ, совмещая его с должностью заместителя непременного председателя факультета.
Много и успешно работал в кино и на телевидении. В конце 1970-х — начале 1980-х годов вёл программы молодёжной редакции Центрального телевидения Гостелерадио СССР, посвящённые Советской армии. В 1996—2004 годах вёл телепередачи «Впрок» (НТВ, 1996—2001) и «Экспертиза» (РТР, 2001—2004). Периодически снимался в кинофильмах и телерекламе.
В 2001—2009 годах был директором и художественным руководителем созданного им Реутовского муниципального драматического театра.
Творческая деятельность Сафронова успешно сочеталась с общественной работой. Так, Владимир Алексеевич являлся членом художественного совета Министерства культуры СССР, Центральной ревизионной комиссии ВТО и художественного совета Малого театра.
Скропостижно скончался 5 августа 2025 года на 85-м году жизни в Москве от остановки сердца. Похоронен на Долгопрудненском кладбище.

### Семья
- Вдова — Ирина Борисовна, кандидат технических наук, биофизик.
  - Сын — Владимир Владимирович Сафронов.
  - Дочь — Юлия Владимировна Сафронова, выпускница 1995 года ВТУ имени М. С. Щепкина (курс Н. Н. Афонина), актриса Малого театра (с 1997 года), с 2012 года преподаёт дисциплину «Мастерство актёра» в ВТУ имени М. С. Щепкина и на факультете искусств МГУ имени М. В. Ломоносова[18].
    - Внук — Егор Глебович Подгородинский (род. 1999), сын Юлии от брака с актёром Глебом Подгородинским.

## Творчество

### Фильм-спектакль
- 1971 — «Дни нашей жизни» Л. Н. Андреева — студент

### Роли в театре

#### Государственный академический Малый театр России(Москва)
- 1972 — «Признание» С. Дангулова — дипломат
- 1972 — «Инженер» Е.Каплинской — Володя
- 1972 — «Признание» С. Дангулова — Василий
- 1972 — «Птицы нашей молодости» И. Друцэ — секретарь райкома
- 1973 — «Самый последний день» Б.Васильева — следователь
- 1973 — «Пучина» А.Островского — Погуляев
- 1973 — «Бешеные деньги» А.Островского — Василий
- 1973 — «Конёк-горбунок» П. Ершова — Данила
- 1973 — «Касатка» А. Толстого — Быков
- 1974 — «Гроза» А.Островского — Борис
- 1975 — «Русские люди» К. Симонова — Морозов
- 1976 — «Беседы при ясной луне» В. Шукшина — Пашка
- 1976 — «Ураган» А. Софронова — Березин
- 1977 — «Русские люди» К. Симонова — Панин
- 1977 — «Признание» С. Дангулова — Маркин
- 1978 — «Вина» Л. Кургатникова — Рыжов
- 1978 — «Возвращение на круги своя» И. Друцэ — Маковицкий
- 1978 — «Маленькая эта земля» Г. Джагарова — Любо
- 1978 — «Царь Фёдор Иоаннович» А. Толстого — Чудовский архимандрит
- 1978 — «Мамуре» Ж. Сармана — Альфонс
- 1979 — «Потерянный рай» И. Шаркади — Габор
- 1979 — «Вина» Л. Кургатникова — Антипин
- 1980 — «Перед заходом солнца» Г. Гауптмана — Гайгер
- 1980 — «Беседы при ясной луне» В. Шукшина — Николай
- 1980 — «Берег» Ю. Бондарева — Самсонов
- 1981 — «Царь Федор Иоаннович» А. Толстого — Василий Шуйский
- 1981 — «Целина» по книге Л. И. Брежнева — ведущий
- 1983 — «Сирано де Бержерак» Э. Ростана — капитан Карбон
- 1984 — «Выбор» Ю. Бондарева — Васильев
- 1986 — «Иван» А. Кудрявцева — секретарь райкома
- 1987 — «Выбор» Ю. Бондарева — Лопатин
- 1988 — «Иван» А. Кудрявцева — Дудник
- 1989 — «Сказки Голливуда» К. Хэмптона — Яков Ломакин
- 1989 — «Доходное место» А. Островского — Досужев
- 1991 — «Князь Серебряный» А. Толстого — Борис Годунов
- 1991 — «Царь Пётр и Алексей» Ф. Горенштейна — Кикин
- 1992 — «Недоросль» Д. Фонвизина — Стародум
- 1992 — «Царь Иудейский» К. Романова — префект
- 1993 — «Царь Иудейский» К. Романова — центурион
- 1993 — «Царь Борис» А. Толстого — Фёдор Романов
- 1994 — «Царь Борис» А. Толстого — архимандрит Кирилл
- 1995 — «Царь Иоанн Грозный» А. Толстого — князь Мстиславский
- 1996 — «Не было ни грорша, да вдруг алтын» А.Островского — Разновесов
- 1997 — «Князь Серебряный» А. Толстого — Малюта Скуратов
- 1998 — «Воскресение» Л. Н. Толстого — Вольф
- 1999 — «Хроника дворцового переворота» Г. Турчиной — Воронцов
- 2000 — «Делец» О. де Бальзака — Верделен
- 2002 — «Царь Борис» А. Толстого — Василий Шуйский
- 2004 — «Царь Борис» А. Толстого — Семён Годунов
- 2004 — «Пучина» А. Островского — Неизвестный
- 2004 — «Последняя жертва» А. Островского — Салай Салтанович
- 2006 — «Мария Стюарт» Ф. Шиллера — граф Обепин
- 2007 — «Дмитрий Самозванец и Василий Шуйский» А. Островского — Татищев

### Роли в кино
| Год  |     | Название                         | Роль              |
| ---- | --- | -------------------------------- | ----------------- |
| 1967 | ф   | Осенние свадьбы                  | Михаил Найда      |
| 1976 | тф  | Гранитные острова                | начальник заставы |
| 1989 | тф  | Следствие ведут ЗнаТоКи. Мафия   | Феликс            |
| 1992 | тф  | Разыскивается опасный преступник | генерал в штабе   |
| 2005 | мтф | Херувим                          | Олег Лещуков      |
| 2005 | мтф | Звезда эпохи                     | Ильичёв           |

## Признание заслуг

### Государственные награды РСФСР
- 1982 — почётное звание «Заслуженный артист РСФСР».

### Государственные награды Российской Федерации
- 1997 — Медаль ордена «За заслуги перед Отечеством» II степени (19 ноября 1997 года) — за заслуги перед государством, большой вклад в укрепление дружбы и сотрудничества между народами, многолетнюю плодотворную деятельность в области культуры и искусства[2][19].
- 2006 — почётное звание «Народный артист Российской Федерации» (13 февраля 2006 года) — за большие заслуги в области искусства[1].
- 2020 — памятная медаль Президента Российской Федерации и благодарственное письмо министра культуры Российской Федерации — за организацию образовательного процесса во время пандемии COVID-19[2].